# Muqarnas

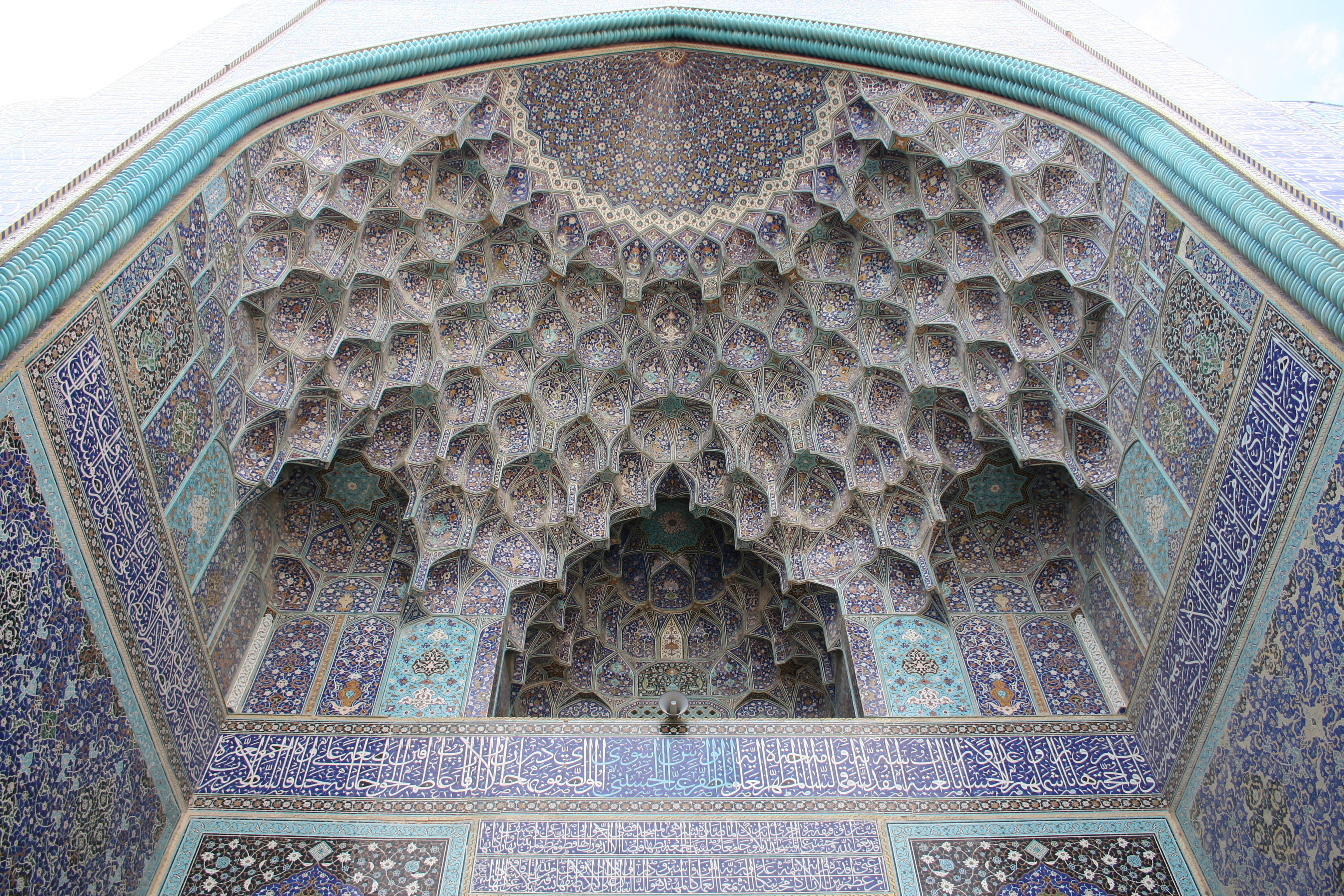
Muqarnas im Eingangstor zur Moscheeanlage am Naqsch-e Dschahan, Isfahan, Iran

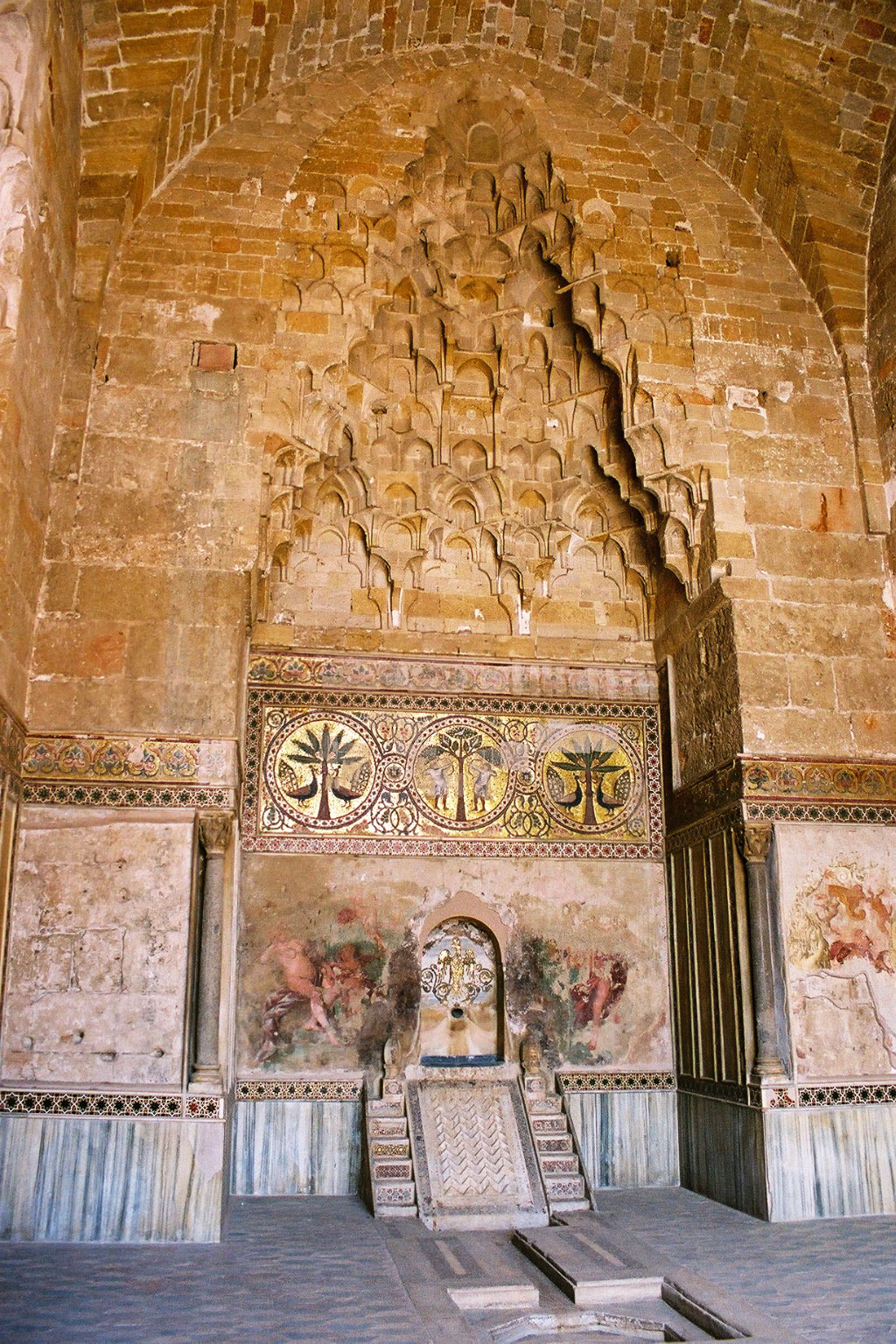
Stein-Muqarnas in La Zisa, Palermo, Sizilien

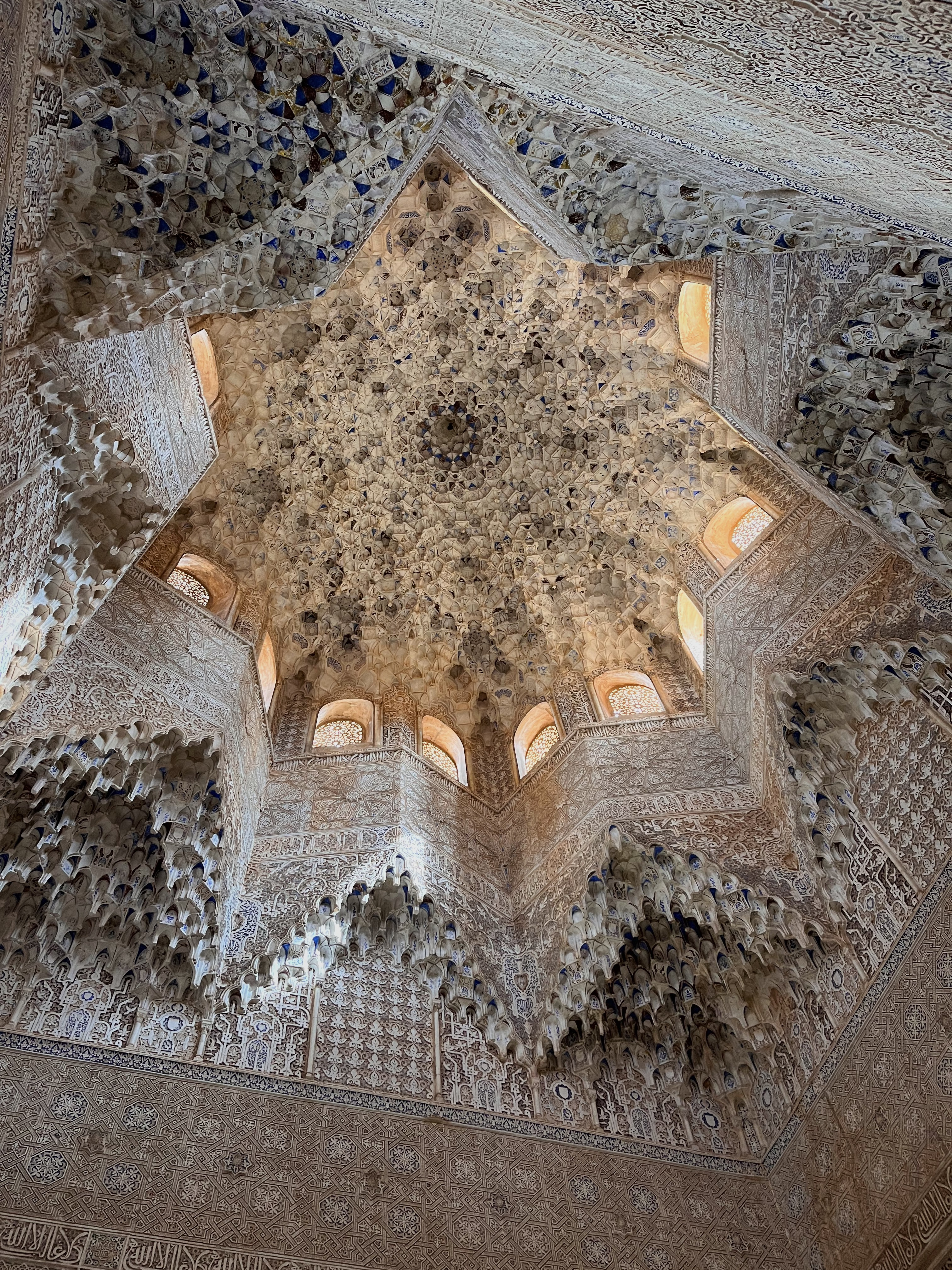
Sternförmige Kuppel und Eckzwickel aus Stuck-Muqarnas in der Alhambra, Granada, Spanien

Muqarnas (arabisch مقرنص, DMG muqarnaṣ, auch Mukarnas; persisch مقرنس, DMG moqarnas; im Deutschen meist als Stalaktitengewölbe bzw. Stalaktitengesims bezeichnet) ist ein Stilelement der zunächst iranisch-islamischen und daraufhin allgemein islamischen Architektur. Es wird in der Regel als oberer Abschluss von Gebetsnischen, in hochgezogenen Portalgewölben (iwan) oder in den Zwickeln beim Übergang zwischen einer viereckigen Basis und einer Kuppel verwendet. In der osmanischen und indo-islamischen Architektur sind Muqarnas auch an den Balkonen (scherefes) von Minaretten zu finden.

## Optik und Herstellung
Optisch bestehen Muqarnas-Dekore in der Regel aus einer großen Anzahl spitzbogenartiger Elemente, die verschachtelt in- und übereinander gesetzt sind, um so einen Übergang zwischen der Nische und der Wand bzw. zwischen den Wänden und der Halbkuppel oder Kuppel zu bilden. Komplexe, kunstvoll ausgebildete Muqarnas erinnern beinahe an Tropfsteinhöhlen und werden daher auch als Stalaktiten-Dekoration bezeichnet. Nur einige wenige frühe Muqarnas-Dekore bestehen aus Stein; später wurden sie auf hölzerne und mit Stuck verkleidete Unterkonstruktionen aufgebracht – entgegen ihrer Optik haben sie keine tragende Funktion.

## Geschichte
Muqarnas (auch „Alveolen“) kamen erstmals im iranischen Raum (z. B. im Ort Sabz Pushan bei Nischapur) im 9. Jahrhundert als Architekturelement der persischen Architektur auf und verbreiteten sich schnell im gesamten Herrschaftsgebiet des Islam von der Iberischen Halbinsel bis Zentralasien, gelegentlich sogar bis Indonesien. Das älteste datierte Bauwerk mit Muqarnas-Dekor ist das Arab-Ata-Mausoleum bei Tim (Provinz Samarqand, Usbekistan). Zahlreiche Beispiele sind aus seldschukischer Zeit bekannt. Die ältesten Muqarnas im Irak finden sich im Mausoleum Imam ad-Dawr (im Dorf ad-Dawr, 20 km nördlich von Samarra), erbaut zwischen 1075 und 1090. Im Maghreb bzw. in Nordafrika kommen Muqarnas ab dem 12. Jahrhundert vor.